# 長門石

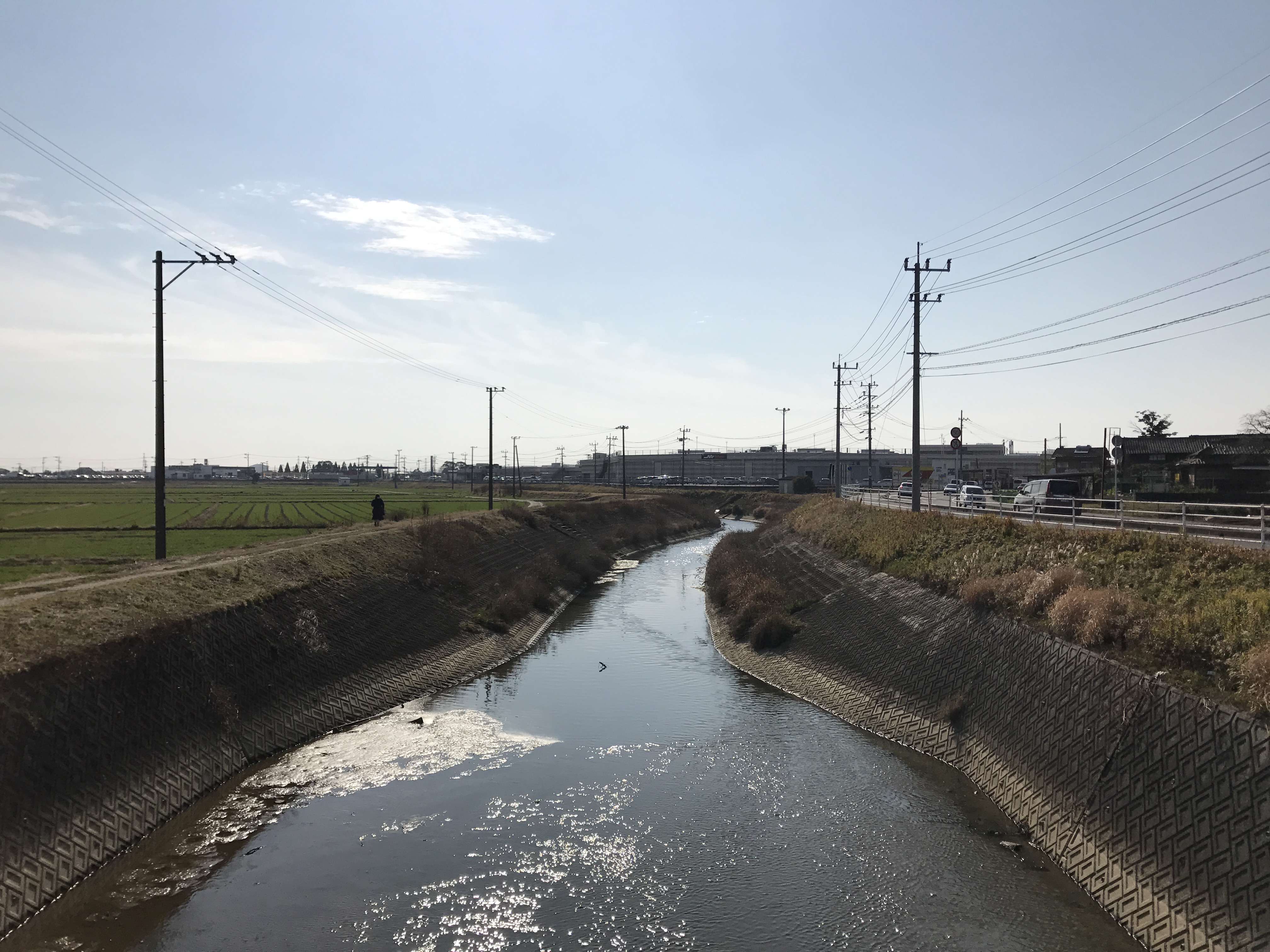
千栗八幡宮付近の沼川。左側は長門石町、右側は佐賀県三養基郡みやき町白壁

長門石（ながといし）は福岡県久留米市の地名である。住所表記における長門石一～五丁目と長門石町をさす。

## 概要
一丁目の長門石橋西交差点から佐賀県みやき町の千栗八幡宮前交差点を結ぶ通り（佐賀県道・福岡県道145号江口長門石江島線）を中心に住宅街、マンション街を形成している。概ね住居表示が実施されている長門石一～五丁目が住宅街、住居表示が実施されていない長門石町が田園地帯と区分できる。また、筑後川の右岸に位置するため周辺は佐賀県に囲まれており、久留米市の中心市街地へは長門石橋を渡る必要がある。

## 人口
長門石は2013年2月1日現在、2,769世帯6,544人である。町名ごとの人口は次の通り。
| 町名         | 世帯数 | 人口  |
| ------------ | ------ | ----- |
| 長門石一丁目 | 333    | 778   |
| 長門石二丁目 | 916    | 2,074 |
| 長門石三丁目 | 491    | 1,205 |
| 長門石四丁目 | 755    | 1,725 |
| 長門石五丁目 | 208    | 544   |
| 長門石町     | 66     | 218   |

## 歴史

### 地名の由来
長門石八幡宮の本殿裏手に碇石（市指定民俗文化財）があるが、地元の伝承によれば、この石が長門国の田（現在の山口県）から運ばれてきたので「長門石（ながといし）」の地名起源になったと言われている。
また、『太宰管内志』などの地誌によれば、この石に長門の国の船をつなぎとめたことからこの地を「長門石」と言うようになったともされている。
- 806年（延暦25年、大同元年） - 記録に残る最古の洪水が発生。
- 1604年（慶長9年） - 筑後川を直線状に掘削する工事を行い、長門石は後述の長門石橋完成まで島となる。
- 1889年（明治22年）4月1日 - 町村制施行により御井郡長門石村は同じ御井郡の大石村、白山村、梅満村、それに三潴郡津福村、津福今村、白口村の一部と合併し、三潴郡鳥飼村となる。
- 1891年 - 京町軽便会社による長門石-京町間の渡し船の運航が始まる（のちに市営化）。
- 1917年（大正6年）10月1日 - 鳥飼村は久留米市に編入される。
- 1974年（昭和49年）7月11日 - 長門石橋が完成し市営渡船は廃止。都心への移動が容易になり、町内の人口が急増する。
- 1985年（昭和60年）11月1日 - 長門石町の一部で住居表示が実施され、長門石一~五丁目となる。

## 主な施設

### 公共施設
- 久留米市総合福祉会館
- 長門石コミュニティセンター

### 学校
- 久留米市立長門石小学校

### スーパーマーケット
- ドラッグストアモリ長門石店

- 伊三郎製パン 久留米市長門石店

### コンビニエンスストア
- セブンイレブン久留米長門石店
- ローソン久留米長門石三丁目店

### 金融機関
- 筑邦銀行長門石支店
- 久留米長門石郵便局

### 娯楽施設
- リバーサイドパーク長門石ゴルフ場

### 公園
- みやのまえ公園
- 長門石第一公園
- 北川原公園
- 今村公園(ロケット公園)
- 本村公園(ブタ公園)
- 上鵜津公園

### 寺社
- 七木地蔵尊
- 長門石天満宮
- 長門石八幡宮

## 交通

### 公共交通
- 西鉄バス40系統

町内に鉄道は通っていない。このため、鉄道利用者は上記の路線バスを利用してJR久留米駅もしくは西鉄久留米駅を利用することが多い。

### 道路
- 佐賀県道・福岡県道145号江口長門石江島線

平日朝の通勤ラッシュ時は長門石橋方面への渋滞が発生する。

## その他
- 大砲ラーメンの最初の支店は長門石である。
- 筑後川花火大会において長門石一丁目の河川敷が打ち上げ場所のひとつとなっている。また、長門石会場も用意されている。
- 筑後川花火大会の開始数時間前から終了数時間後まで町内の通りは激しく渋滞する。